# Frosta domsaga
Frosta domsaga  var mellan 1877 och 1915 en domsaga i Malmöhus län som ingick i domkretsen för Hovrätten över Skåne och Blekinge.
Domsagan bildades 1877 genom en delning av Frosta och Färs häraders domsaga och uppgick 1916 i Frosta och Eslövs domsaga.

## Tingslag
- Frosta tingslag

## Häradshövdingar
- 1877–1893 Jakob Ludvig von Sydow
- 1894–1896 Otto Johan Christer Kuylenstierna
- 1896–1915 Carl Victor Matias Ursell